# シスターハニービスケット
『シスターハニービスケット』は、おみおみによる日本の漫画作品。スクウェア・エニックスの『月刊ビッグガンガン』にて連載された。

## あらすじ
修道女たちが暮らす地下修道院「聖母の夜」。彼女達のうちの二人だけが、神の前で誓いを立て、「片羽」となり、交わることで奇跡の力をうみだすという言い伝えがあった。

## 登場人物
グロリア

キリエ
グロリアの「片羽」の姉。右頬に傷がある。
ドミナ
食事担当の修道女たちのまとめ役。
サルターリス
ドミナの右腕。
アニュス
菜園司。グロリアにきつくあたる。

## 単行本
1. 2012年2月25日 ISBN 978-4-7575-3513-8
2. 2012年12月25日 ISBN 978-4-7575-3842-9